# Propallene
Propallene – rodzaj kikutnic z rodziny Callipallenidae.
Nogogłaszczki występują tylko u samców i złożone są z dwóch członów. Silnie wykształcone strigilis dziesięcioczłonowych owiger wyposażone są w ząbkowane kolce. Propodus pozbawiony jest bocznych pazurków.
Do rodzaju tego należy 14 opisanych gatunków:
- Propallene ardua Stock, 1975
- Propallene crassimanus Stock, 1959
- Propallene crinipes Stock, 1968
- Propallene curtipalpus Child, 1988
- Propallene cyathus Staples, 1979
- Propallene dubitans (Hodgson, 1910)
- Propallene kempi (Calman, 1923)
- Propallene longiceps (Bohm, 1879)
- Propallene magnicollis (Stock, 1951)
- Propallene saengeri Staples, 1979
- Propallene similis Barnard, 1955
- Propallene socotrana Bartolini et Krapp, 2007
- Propallene stocki Fage, 1956
- Propallene vagus Staples, 1979